# Coppa d'Asia 1996
La Coppa d'Asia 1996 è stata l'undicesima edizione della Coppa d'Asia. La fase finale si è disputata fra il 4 dicembre e il 21 dicembre 1996 negli Emirati Arabi Uniti. Il trofeo fu vinto dall'Arabia Saudita in seguito alla vittoria nella finale di Abu Dhabi contro la nazionale di casa degli Emirati Arabi Uniti, qualificata di diritto alla manifestazione in qualità di paese ospitante, così come il Giappone in qualità di detentore del titolo.

## Stadi
| Abu Dhabi            | Al Ain                      |
| -------------------- | --------------------------- |
| Sheikh Zayed Stadium | Stadio Tahnoun bin Mohammed |
| Capienza: 60,000     | Capienza: 15,000            |
|                      |                             |
| Dubai                | Abu Dhabi Al Ain Dubai      |
| Stadio Al Maktoum    | Abu Dhabi Al Ain Dubai      |
| Capienza: 12,000     | Abu Dhabi Al Ain Dubai      |
|                      | Abu Dhabi Al Ain Dubai      |

## Le squadre qualificate
Di seguito l'elenco delle squadre qualificate alla competizione.
| Squadra             | Partecipante in quanto                                                                                 | Data di qualificazione | Partecipazioni precedenti al torneo          |
| ------------------- | --- | ---------------------- | -------------------------------------------- |
| Emirati Arabi Uniti | Paese ospitante                                                                                        | 29 aprile 1993         | 4 (1980, 1984, 1988, 1992)                   |
| Giappone            | Vincitore della Coppa d'Asia 1992                                                                      | 8 novembre 1992        | 2 (1988, 1992)                               |
| Arabia Saudita      | Vincitrice del Gruppo 9 di qualificazione                                                              | 2 febbraio 1996        | 3 (1984, 1988, 1992)                         |
| Cina                | Vincitrice del Gruppo 2 di qualificazione                                                              | 4 febbraio 1996        | 5 (1976, 1980, 1984, 1988, 1992)             |
| Indonesia           | Vincitrice del Gruppo 4 di qualificazione                                                              | 6 marzo 1996           | Esordio                                      |
| Uzbekistan          | Vincitore del Gruppo 8 di qualificazione, ammesso al torneo in seguito alla squalifica delle Filippine | 19 giugno 1996         | Esordio                                      |
| Kuwait              | Vincitore del Gruppo 10 di qualificazione                                                              | 20 giugno 1996         | 5 (1972, 1976, 1980, 1984, 1988)             |
| Iran                | Vincitore del Gruppo 5 di qualificazione                                                               | 21 giugno 1996         | 7 (1968, 1972, 1976, 1980, 1984, 1988, 1992) |
| Thailandia          | Vincitrice del Gruppo 3 di qualificazione                                                              | 9 luglio 1996          | 2 (1972, 1992)                               |
| Siria               | Vincitrice del Gruppo 7 di qualificazione                                                              | 19 luglio 1996         | 2 (1972, 1976)                               |
| Corea del Sud       | Vincitrice del Gruppo 1 di qualificazione                                                              | 11 agosto 1996         | 7 (1956, 1960, 1964, 1972, 1980, 1984, 1988) |
| Iraq                | Vincitore del Gruppo 1 di qualificazione                                                               | 13 agosto 1996         | 2 (1972, 1976)                               |

## Risultati

### Prima fase

#### Gruppo A
| Squadra             | Pts | G | V | N | P | GF | GS | DR |
| ------------------- | --- | - | - | - | - | -- | -- | -- |
| Emirati Arabi Uniti | 7   | 3 | 2 | 1 | 0 | 6  | 3  | +3 |
| Kuwait              | 4   | 3 | 1 | 1 | 1 | 6  | 5  | +1 |
| Corea del Sud       | 4   | 3 | 1 | 1 | 1 | 5  | 5  | 0  |
| Indonesia           | 1   | 3 | 0 | 1 | 2 | 4  | 8  | -4 |

| Arbitro: | Pirom Un-Prasert |

|             |           |                   |
| K. Saad 10’ | Marcatori | 9’ Hwang Sun-Hong |

| Arbitro: | Jamal Al Sharif |

|                      |           |                              |
| Widodo 20’ Ronny 40’ | Marcatori | 73’ Al-Saqer 84’ (rig.) Haji |

| Arbitro: | Charles Massembe |

|                                      |           |                    |
| Saeed 53’ Al Talyani 55’ B. Saad 80’ | Marcatori | 9’, 44’ Al-Huwaidi |

| Arbitro: | Shamsul Maidin |

|                                                         |           |                      |
| Kim Do-Hoon 5’ Hwang Sun-Hong 7’, 15’ Ko Jeong-Woon 55’ | Marcatori | 58’ Ronny 65’ Widodo |

| Arbitro: | Lu Jun |

|                          |           |  |
| Saeed 15’ Al Talyani 64’ | Marcatori |  |

| Arbitro: | Mohd Nazri Abdullah |

|                             |           |  |
| Al-Huwaidi 60’ Abdullah 87’ | Marcatori |  |

#### Gruppo B
| Squadra        | Pts | G | V | N | P | GF | GS | DR  |
| -------------- | --- | - | - | - | - | -- | -- | --- |
| Iran           | 6   | 3 | 2 | 0 | 1 | 7  | 3  | +4  |
| Arabia Saudita | 6   | 3 | 2 | 0 | 1 | 7  | 3  | +4  |
| Iraq           | 6   | 3 | 2 | 0 | 1 | 6  | 3  | +3  |
| Thailandia     | 0   | 3 | 0 | 0 | 3 | 2  | 13 | -11 |

| Arbitro: | Gamal Al-Ghandour |

|                                                                                    |           |  |
| Al-Temawi 10’ (rig.), 29’ (rig.) Al-Mehallel 15’, 54’ Al-Muwallid 18’ Al-Jaber 52’ | Marcatori |  |

| Arbitro: | Jamal Al Sharif |

|                 |           |                      |
| Daei 90’ (rig.) | Marcatori | 37’ Fawzi 69’ Sabbar |

| Arbitro: | Ali Bujsaim |

|                 |           |  |
| Al-Mehallel 26’ | Marcatori |  |

| Arbitro: | Lu Jun |

|              |           |                                   |
| Kiatisuk 80’ | Marcatori | 38’ Saadavi 54’ Minavand 70’ Daei |

| Arbitro: | Masayoshi Okada |

|  |           |                                |
|  | Marcatori | 12’ Daei 37’ Bagheri 47’ Azizi |

| Arbitro: | Kim Young-Joo |

|                                   |           |           |
| Mahmoud 17’, 50’ Hussein 23’, 53’ | Marcatori | 26’ Dusit |

#### Gruppo C
| Squadra    | Pts | G | V | N | P | GF | GS | DR |
| ---------- | --- | - | - | - | - | -- | -- | -- |
| Giappone   | 9   | 3 | 3 | 0 | 0 | 7  | 1  | +6 |
| Cina       | 3   | 3 | 1 | 0 | 2 | 3  | 3  | 0  |
| Siria      | 3   | 3 | 1 | 0 | 2 | 3  | 6  | -3 |
| Uzbekistan | 3   | 3 | 1 | 0 | 2 | 3  | 6  | -3 |

| Arbitro: | Mohd Nazri Abdullah |

|                             |           |             |
| Abbas 85’ (aut.) Takagi 88’ | Marcatori | 8’ Jokhadar |

| Arbitro: | Abdul Rahman Al-Zeid |

|  |           |                            |
|  | Marcatori | 78’ Shkvyrin 90’ Shatskikh |

| Arbitro: | Jalal Moradi |

|                                              |           |  |
| Hiroshi Nanami 7’ Miura 26’ Maezono 86’, 90’ | Marcatori |  |

| Arbitro: | Kim Young-Joo |

|  |           |                                        |
|  | Marcatori | 35’ Ma Mingyu 49’ Gao Feng 73’ Li Bing |

| Arbitro: | Abdul Rahman Al-Zeid |

|          |           |  |
| Soma 90’ | Marcatori |  |

| Arbitro: | Ali Bujsaim |

|                    |           |                             |
| Lebedev 53’ (rig.) | Marcatori | 48’ Jokhadar 74’ Cheikh Dib |

#### Migliori terze
Alla fine della fase a gironi sono state ammesse ai quarti di finale le due migliori terze classificate sulle tre totali, come mostrato dalla tabella.
| Squadra       | Pts | G | V | N | P | GF | GS | Girone   |
| ------------- | --- | - | - | - | - | -- | -- | -------- |
| Iraq          | 6   | 3 | 2 | 0 | 1 | 6  | 3  | Gruppo B |
| Corea del Sud | 4   | 3 | 1 | 1 | 1 | 5  | 5  | Gruppo A |
| Uzbekistan    | 3   | 3 | 1 | 0 | 2 | 3  | 6  | Gruppo C |

### Tabellone
|  | Quarti di finale              | Quarti di finale |                     |       | Semifinali                | Semifinali                |  |  | Finale           | Finale |
|  |                               |                  |                     |       |                           |                           |  |  |                  |        |
|  | 15 dicembre 1996              |                  |                     |       |                           |                           |  |  |                  |        |
|  |                               |                  |                     |       |                           |                           |  |  |                  |        |
|  | 1B. Emirati Arabi Uniti (dts) | 1                |                     |       |                           |                           |  |  |                  |        |
|  | 1B. Emirati Arabi Uniti (dts) | 1                | 19 dicembre 1996    |       |                           |                           |  |  |                  |        |
|  | 3C. Iraq                      | 0                |                     |       |                           |                           |  |  |                  |        |
|  | 3C. Iraq                      | 0                | Emirati Arabi Uniti | 1     |                           |                           |  |  |                  |        |
|  | 15 dicembre 1996              |                  | Emirati Arabi Uniti | 1     |                           |                           |  |  |                  |        |
|  |                               | Kuwait           | 0                   |       |                           |                           |  |  |                  |        |
|  | 1C. Kuwait                    | Kuwait           | 0                   | 2     |                           |                           |  |  |                  |        |
|  | 1C. Kuwait                    |                  | 21 dicembre 1996    | 2     |                           |                           |  |  |                  |        |
|  | 2A. Giappone                  | 0                |                     |       |                           |                           |  |  |                  |        |
|  | 2A. Giappone                  | 0                | Emirati Arabi Uniti | 0 (2) |                           |                           |  |  |                  |        |
|  | 16 dicembre 1996              |                  | Emirati Arabi Uniti | 0 (2) |                           |                           |  |  |                  |        |
|  |                               | Arabia Saudita   | 0 (4)               |       |                           |                           |  |  |                  |        |
|  | 1A. Corea del Sud             | Arabia Saudita   | 0 (4)               | 2     |                           |                           |  |  |                  |        |
|  | 1A. Corea del Sud             | 19 dicembre 1996 |                     | 2     |                           |                           |  |  |                  |        |
|  | 3B. Iran                      | 6                |                     |       |                           |                           |  |  |                  |        |
|  | 3B. Iran                      | 6                | Iran                | 0 (3) | Finale per il terzo posto | Finale per il terzo posto |  |  |                  |        |
|  | 16 dicembre 1996              |                  | Iran                | 0 (3) | Finale per il terzo posto | Finale per il terzo posto |  |  |                  |        |
|  |                               | Arabia Saudita   | 0 (4)               |       |                           |                           |  |  |                  |        |
|  | 1C. Arabia Saudita            | Arabia Saudita   | 0 (4)               | 4     | Kuwait                    | 1 (2)                     |  |  |                  |        |
|  | 1C. Arabia Saudita            |                  |                     | 4     | Kuwait                    | 1 (2)                     |  |  |                  |        |
|  | 2A. Cina                      | 3                |                     | Iran  | 1 (3)                     |                           |  |  |                  |        |
|  | 2A. Cina                      | 3                |                     |       | 1 (3)                     |                           |  |  |                  |        |
|  |                               |                  |                     |       |                           |                           |  |  | 21 dicembre 1996 |        |
|  |                               |                  |                     |       |                           |                           |  |  |                  |        |

#### Quarti di Finale
| Arbitro: | Gamal Al-Ghandour |

|                       |           |  |
| Ab. Ibrahim 103’ (gg) | Marcatori |  |

| Arbitro: | Pirom Un-Prasert |

|                     |           |  |
| Al-Huwaidi 17’, 54’ | Marcatori |  |

| Arbitro: | Jamal Al Sharif |

|                                |           |                                                      |
| Kim Do-Hoon 1’ Kim Do-Hoon 35’ | Marcatori | 31’ Bagheri 52’ Azizi 66’, 76’, 83’, 89’ (rig.) Daei |

| Arbitro: | Mohd Nazri Abdullah |

|                                                                 |           |                                     |
| Al-Thunayan 31’, 65’ Al-Jaber 34’ (rig.) Al-Mehallel 43’ (rig.) | Marcatori | 6’, 89’ Zhang Enhua 16’ Peng Weiguo |

#### Semifinali
| Arbitro: | Masayoshi Okada |

|           |           |  |
| Saeed 69’ | Marcatori |  |

| Arbitro: | Gamal Al-Ghandour |

|                                                |                      |                                                           |
| Daei Peyrovani Yazdani Estili Bagheri Khakpour | Tiri di rigore 3 – 4 | Al-Temawi Sulaimani Zubromawi Al-Muwallid Al-Harbi Madani |

#### Finale 3º posto
| Arbitro: | Kim Young-Joo |

|                                    |                      |                                                         |
| Daei 40’                           | Marcatori            | 15’ Al-Huwaidi                                          |
| Moharrami Estili Peyrovani Bagheri | Tiri di rigore 3 – 2 | Badr Haji Bashar Abdullah Al-Lenqawi Mubarak Al-Huwaidi |

#### Finale
| Arbitro: | Mohd Nazri Abdullah |

|                      |                      |                                                      |
| Ali Saleh Saad Saeed | Tiri di rigore 2 – 4 | Al-Thunayan Zubromawi Al-Harbi Al-Temawi Al-Muwallid |

## Premi
| Miglior giocatore | Capocannoniere |
| ----------------- | -------------- |
| Khodadad Azizi    | Ali Daei       |

## Statistiche

### Classifica marcatori
8 reti
- Ali Daei

6 reti
- Jassem Al-Houwaidi

4 reti
- Fahad Mohammed Mahalel

3 reti
- Hwang Sun-hong
- Ahmed Hassan

2 reti
- Zhang Enhua
- Widodo Cahyono Putro
- Ronny Wabia
- Khodadad Azizi
- Karim Bagheri

- Hayder Majeed
- Laith Shihaib
- Masakiyo Maezono
- Sami Al-Jaber
- Khalid Al-Temawi

- Yousuf Al-Thunayan
- Kim Do-hoon
- Nader Jokhadar
- Adnan Al Talyani

1 rete
- Gao Feng
- Ma Mingyu
- Li Bing
- Peng Weiguo
- Mehrdad Minavand
- Naeem Saadavi
- Husam Naji
- Khalid Sabbar
- Kazuyoshi Miura

- Hiroshi Nanami
- Naoki Sōma
- Takuya Takagi
- Bashar Abdulaziz Hindy
- Yousif Al-Dakhi
- Hani Al-Saqer
- Khalid Mossaed Fahd Al-Muwallid
- Ko Jeong-Woon
- Sin Tae-Yong

- Ali Dib
- Dusit Chalermsan
- Kiatisuk Senamuang
- Abdul Rahman Hussain
- Bakhit Saad Mubarak
- Khamis Saad Mubarak
- Sergey Lebedev
- Oleg Shatskikh
- Igor Shkvirin

Autoreti
- Hassan Abbas (pro  Giappone)

### Record
- Gol più veloce:  Kim Do-Hoon (Corea del Sud-Indonesia, fase a gironi, 7 dicembre, 5º minuto)
- Gol più lento:  Abdulrahman Ibrahim (Emirati Arabi Uniti-Iraq, quarti di finale, 15 dicembre, 103º minuto)
- Primo gol:  Hwang Sun-hong (Emirati Arabi Uniti-Corea del Sud, gara inaugurale, 4 dicembre, 9º minuto)
- Ultimo gol:  Ali Daei, (Iran-Kuwait, finale terzo posto, 21 dicembre, 40º minuto)
- Miglior attacco:  Iran (14 reti segnate)
- Peggior attacco:  Thailandia (2 reti segnate)
- Miglior difesa:  Emirati Arabi Uniti e  Giappone (3 reti subite)
- Peggior difesa:  Corea del Sud (11 reti subite)
- Miglior differenza reti nei gironi:  Giappone (+6)
- Partita con il maggior numero di gol:  Corea del Sud-Iran  2-6 (quarti di finale, 16 dicembre, 8 gol)
- Partita con il maggior scarto di gol:  Arabia Saudita-Thailandia  6-0 (fase a gironi, 5 dicembre, 6 gol di scarto)